# Nyssodrysternum freyorum
Nyssodrysternum freyorum là một loài bọ cánh cứng trong họ Cerambycidae.